# Georges-Pascal Ricordeau
Pour les articles homonymes, voir Ricordeau.
Georges-Pascal Ricordeau (né en 1963) est un peintre et sculpteur français.

## Biographie
Né en 1963 à Martigues, Georges-Pascal Ricordeau vit et travaille entre Los Angeles et Hyères.
À 20 ans, Georges-Pascal Ricordeau qui dessine au stylo-bille tout ce qui l'émeut et qui porte un sens, commence par faire les Beaux-Arts à Beaune, puis Dijon. Il entame sa carrière en réalisant des tableaux sur le thème de la dislocation de la peinture.

## Sculpture
La galerie Patricia Dorfmann offre à Georges-Pascal Ricordeau sa première exposition en 1989 et le présente à la FIAC quelques années plus tard.

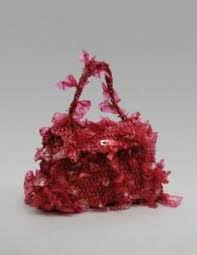
Sac Kelly, 2000

À la fin des années 1990, il expérimente un nouveau matériau, le sac plastique, qu'il va tresser pendant de longs mois réalisant ainsi de nombreuses sculptures de formes multiples, monochromes et polychromes.
Glanés au gré de ses déplacements, Georges-Pascal Ricordeau tresse ses sacs plastiques jusqu'à en faire disparaître le support. L'esthétique de la tresse nous lie et nous transporte vers un ailleurs qui nous relie au rythme de ses réalisations. En faisant le choix de cette matière, l'artiste interroge le rapport des hommes avec la production industrielle qui pollue les environnements. Ces sacs en polyéthylène d'origine pétrolière ne peuvent se biodégrader ; Georges-Pascal Ricordeau les recycle, les détourne de leur fonction de rebut plastique. Ce faisant, il s'implique dans une éthique du développement durable. Il sublime la matière plastique en en faisant émerger des formes nouvelles et esthétiques.

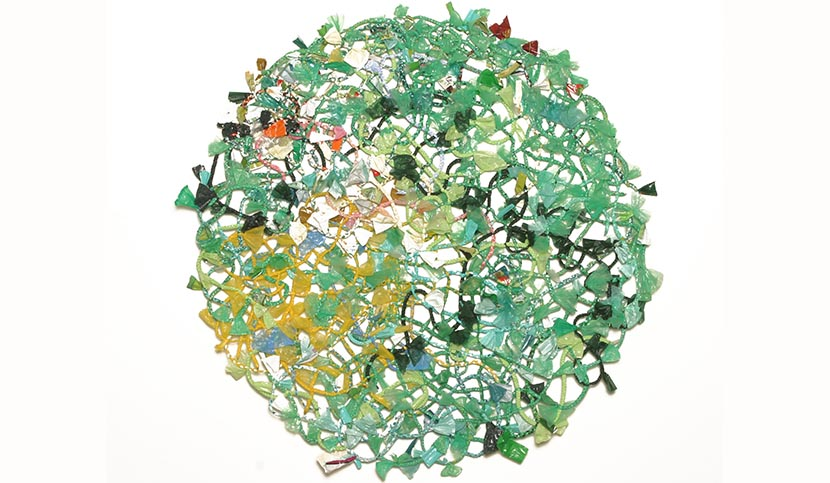
Signal, 2005

Petit clin d’œil à Marcel Duchamp, il réalise en 2000 une robe de mariée, entièrement faite de sacs plastiques, et la présente à Christian Lacroix. Celui-ci fera de la tresse de Georges-Pascal Ricordeau le fil conducteur de son défilé et clôturera son show avec la robe de mariée en plastique.
Suivront de nombreuses expositions et performances, en France et à l'étranger.
En 2007-2008 par exemple, son Drapeau blanc voyage dans le monde entier. Porté par l'actrice américaine Daryl Hannah, il traverse certaines des places les plus emblématiques du monde (Place Tian'anmen à Pékin, Place Rouge à Moscou, etc.). Le drapeau blanc évoque à la fois le désir de cesser le feu des images, des violences, des conflits et le souhait d'une humanité plus encline aux liens et aux partages.
En 2015, sa notoriété et son travail sur les virus lui valent d'être invité par l'Institut Pasteur pour le lancement du programme "2020 Pasteur Global Health Initiative" à Hong Kong.

## Expositions

### Expositions personnelles

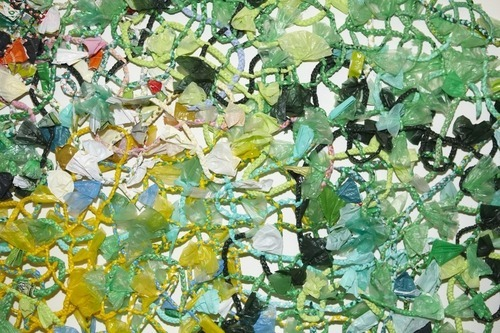
Signal, 2005 (détail)

- 2004 : E.B.O.L.A.[6], Brasserie des trois-moulins, dans le cadres de Lille 2004, Lille
- 2004 : Simple dissolution de la forme, Musée d'art contemporain, Marrakech
- 2005 : Association Française d'Action Artistique[7], Paris
- 2006 : Tresse et virus, Espace d'art contemporain, Paris
- 2007-2008 : Performance White Flag, avec Daryl Hannah, Los Angeles, Pékin, Moscou, Shanghai, etc
- 2009 : Together, Galerie Domeau & Pérès, Paris
- 2012 : Soloshow, Castel Pierre Lisse, Hyères
- 2014 : Freestyle, danse du vent[8], Galerie Whart, Toulouse
- 2015 : Liaisons entre Georges-Pascal Ricordeau et Dorvibla, Tain l'Hermitage

### Expositions collectives

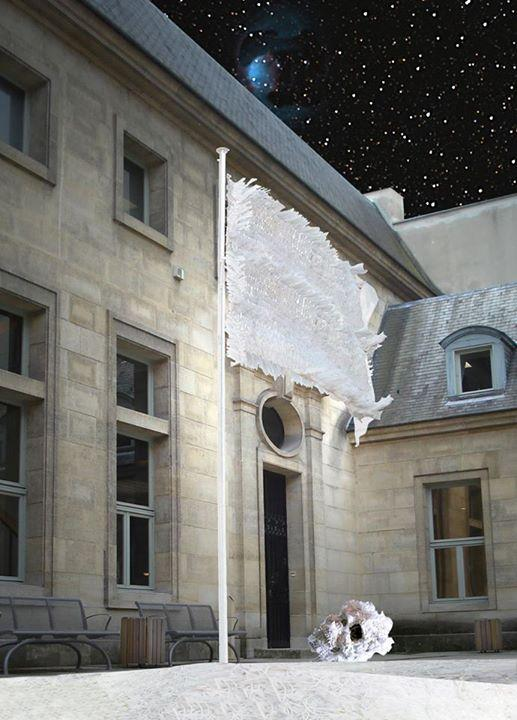
Drapeau blanc, 2013

- 1994 : Mise en boîte, Musée national des arts et traditions populaires, Paris
- 1995 : Baz'Art, Galerie du jour Agnès B, Paris
- 1996 : FIAC, stand Galerie Patricia Dorfmann, Paris
- 1998 : Show room, Galerie Patricia Dorfmann, Paris
- 2000 :
  - Waterproof, performance avec Luiz Allegretti, Vevey
  - Rouge, Galerie Valerie Cueto, Paris
  - Les Excentriques, Magasin Le Printemps, Paris
  - La Belle Paire, MIDEC, Paris
  - Défilé haute couture Christian Lacroix, École des Beaux-Arts de Paris, Paris
- 2001 :
  - La Vitrine, Galerie Patricia Dorfmann, Paris
  - Blanc, Galerie Valerie Cueto, Paris
  - Join Venture 2, A.T. Kearney, Paris
  - Tempête sous un crâne[9], Galerie Valerie Cueto, Paris
  - Ambiance magasin, Abbaye Saint-André, Centre d'art contemporain de Meymac, Meymac

- 2002 :

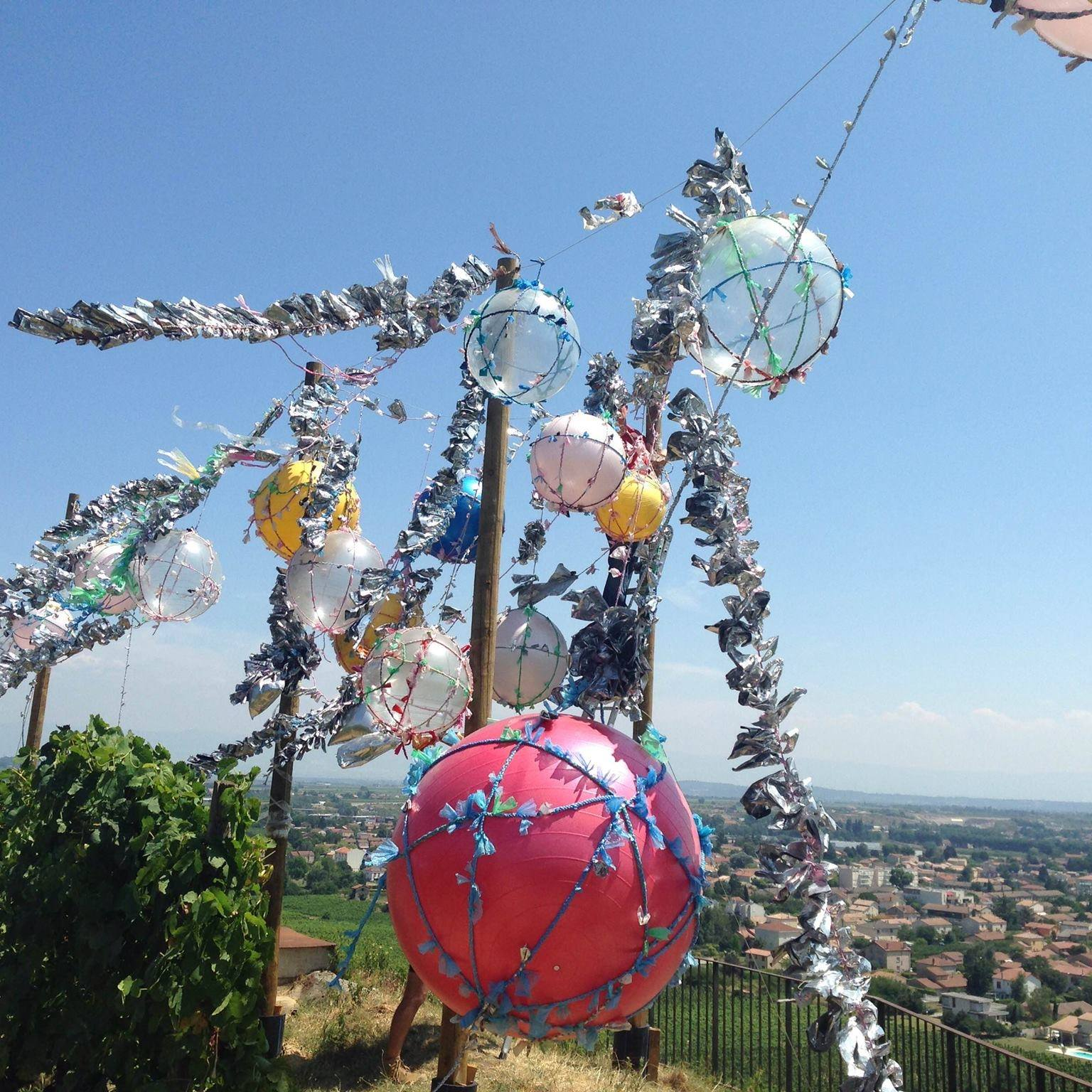
Installation à Tain l'Ermitage, 2015

  - L'Art en magasin, Galeries Lafayette, Limoges
  - Plastic Bags are Alive[10], Centre d'art la Périphérie, Paris
  - Fondation ESAI, Espace Pierre Cardin, Paris
  - National Gallery Semanga Air, Kuala Lumpur
- 2003 :
  - Passion 4 Art, Le Salon for Art Collectors, Bruxelles
  - Muse, Galerie Tangsi for contemporary art, Kuala Lumpur
  - Les Bottes de sept lieues, Tri postal, Lille
- 2004 : Lies, Lust, Art & Fashion, Signale der Kleidung, Berlin
- 2005 : Céramiques et belles dentelles, Galerie Corinne Caminade, Paris

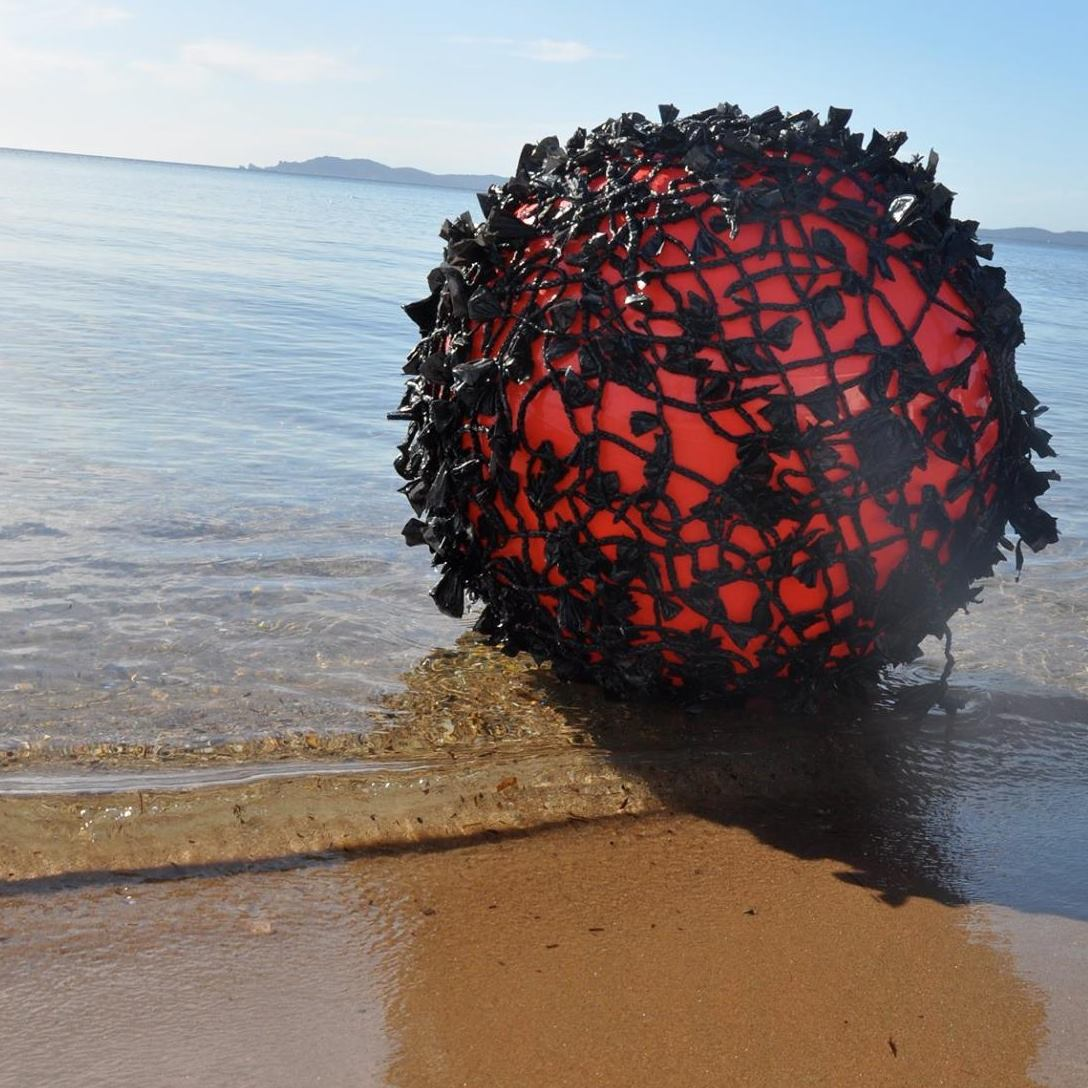
Sans titre, 2014

- 2010 : COAL - Panorama, Palais de Tokyo, Paris
- 2011 : 
  - Culture en mémoire, Mairie de Levallois-Perret, Levallois-Perret
  - Memories, Galerie Yves Faurie, Sète
- 2013 : Drapeau blanc, Nuit blanche, Paris
- 2016 : Petits maux, grands fléaux, Musée d'Histoire de la Médecine, Paris et Musée de l'Archerie et du Valois,   Crépy-en-Valois